# Martes

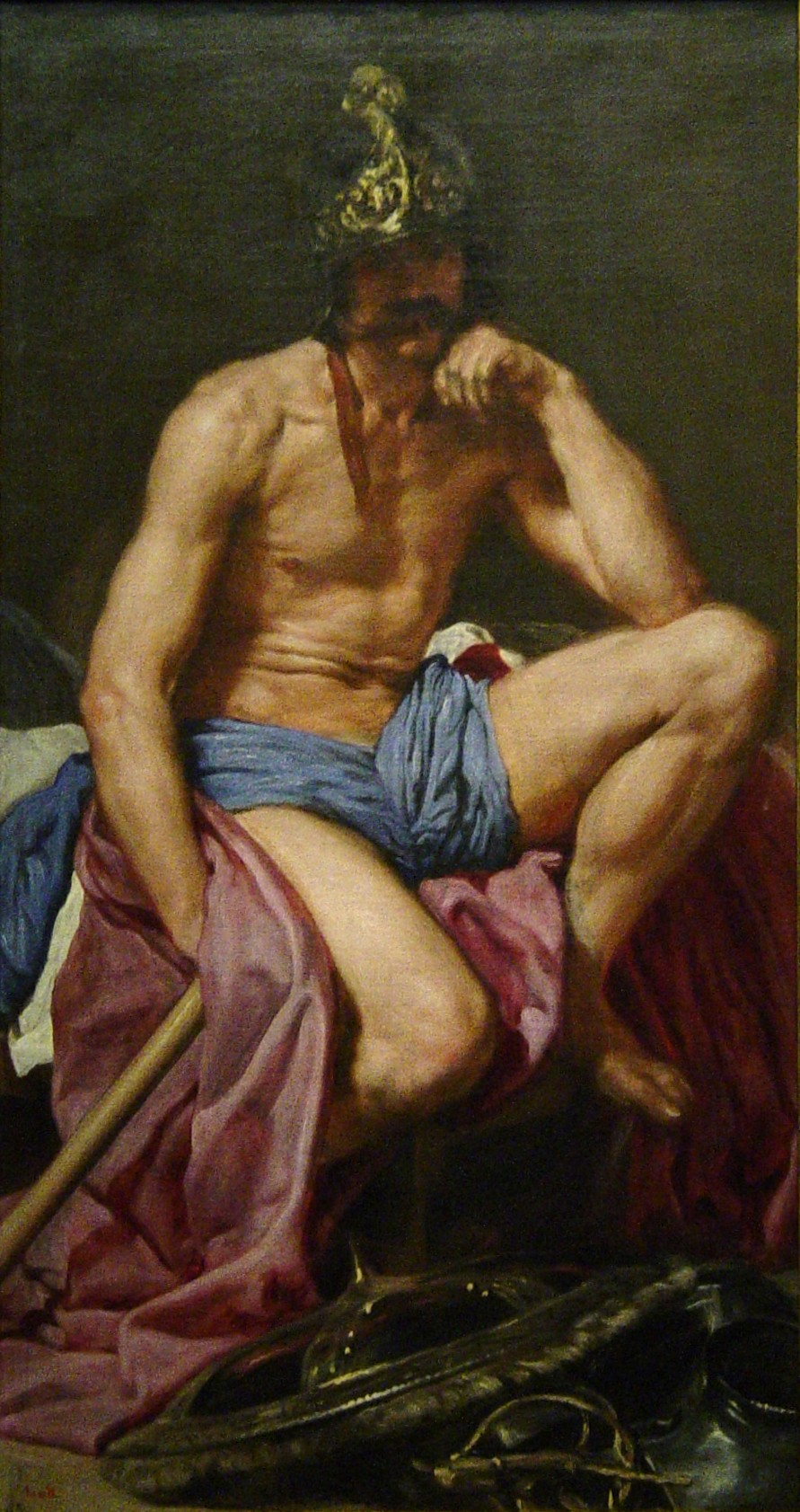
Marte, óleo de Diego Velázquez.

El martes es el segundo o tercer día de la semana, según el país o cultura. Sigue al lunes y precede al miércoles. El nombre de martes proviene del latín Martis díes, o «día de Marte». 

## Etimología
Estos son algunos de los nombres que recibe el martes en distintos idiomas:
| Idioma                                                                       | Nombre | Etimología                                 |
| español catalán gallego francés italiano rumano tagalo latín gaélico escocés | martes dimarts martes mardi martedì marţi Martes díes martis Dimàirt                                                                      | día de Marte                               |
| euskera                                                                      | asteartea, martitzena | entresemana, (lit.) el de Martitz (Marte)  |
| inglés alemán sueco finés                                                    | Tuesday Dienstag Tisdag tiistai | día de Tyr                                 |
| portugués gallego latín eclesiástico árabe hebreo griego moderno persa turco | terça-feira terceira feira, terza feira feria tertia الثّـُلاَثَاء (al-thulāthā') יום שלישי (yom shlishí) Τρίτη (Tríti) سه‌شنبه (sešanbé) salı | tercer día de la semana                    |
| coreano japonés                                                              | 화요일(火曜日) (wha yo il) 火曜日 (kayōbi)                                                                                                | día del fuego                              |
| quechua                                                                      | atipachaw | día de Atipa, equivalente al planeta Marte |
| ruso esloveno checo ucraniano chino                                          | Вторник (vtórnik) torek úterý Вівторок (vivtórok) 星期二 (xīng qī èr)                                                                     | segundo día de la semana                   |
| Náhuatl                                                                      | huītzilōpōchtōnal | día de Huitzilopochtli                     |

## Curiosidades
- En los países de tradición cultural hispana se considera el martes 13 como un día de mala suerte.

## Otros datos
- Según una antigua costumbre de la Iglesia católica, este día está dedicado a honrar a los ángeles y en especial al Ángel custodio.[1]